# Paul Aguilar
Pour les articles homonymes, voir Aguilar.
Paul Nicolás Aguilar Rojas (né le 6 mars 1986 à Concordia (Sinaloa) est un footballeur international mexicain.

## Biographie
Le 1er mai 2010, il est sélectionné pour la Coupe du monde 2010 en Afrique du Sud.

## Palmarès
- Ligue des champions de la CONCACAF : 2007, 2008, 2010, 2015 et 2016
- Copa Sudamericana : 2006
- SuperLiga : 2007
- Championnat du Mexique : Clausura 2006,2007, 2013, 2016 y 2019
- Vainqueur de la Gold Cup 2011